# Тіменки
Ті́менки (рос. Тименки) — присілок у складі Шабалінського району Кіровської області, Росія. Входить до складу Високораменського сільського поселення.
Населення становить 9 осіб (2010, 14 у 2002).
Національний склад станом на 2002 рік — росіяни 93 %.